# 魔女と百騎兵
『魔女と百騎兵』（まじょとひゃっきへい、The Witch and the Hundred Knight）は、ノラが開発し、日本一ソフトウェアより2013年7月25日に発売されたPlayStation 3用ゲームソフト。PlayStation 4用『魔女と百騎兵 Revival』（まじょとひゃっきへい リバイバル）は2015年9月25日に発売された。

## 概要
ジャンルはアクションRPGで、戦闘に重点が置かれた所謂ハックアンドスラッシュ型のゲームとなっている。
「ディスガイアシリーズ」とは違い、やり込み要素などは薄く、大人向けの残酷なストーリーでストーリー性を重視しており、マール王国の人形姫に近い。元々はシームレスなオープンワールド化にも取り組んでいたが、3D技術の確立に手を取られ頓挫した。今後オープンワールドを取り入れていくのが目標だという。CEROレーティングはC（15才以上対象）だが、当初はZ（18才以上のみ対象）であった。
日本一ソフトウェアのタイトルとしては初となるフルポリゴンの3Dアクションゲームであり、また開発担当のノラにとっても初のアクションRPGにもなっている。これらの要因により開発が難航し、発表当初の発売予定であった2012年春から1年以上大幅な延期を余儀なくされた。
2017年2月23日には続編の『魔女と百騎兵2』がPlayStation 4で発売。

## ストーリー
プレイヤーがいる世界ではない世界『ミデア』に存在する、2つの大国にはさまれた地域が舞台。瘴気であらゆる生物が住むことが出来ない沼『ニブルヘンネ』に住む『沼の魔女』メタリカは、寿命が尽きる前に世界を沼で満たすために、伝説の魔神『百騎兵』を召喚する。伝承とは違うちんちくりんな外見に不満を言いながらも、今まで自分がどんな手段を使っても壊せなかった『ピラー』を壊した事で百騎兵の力を信じた彼女は、百騎兵にまずは長年対立して来た『森の魔女』マーリカを倒すよう命令する。

## システム
システムはハックアンドスラッシュ方式のアクションRPG。フィールド上の様々なギミックを作動させながら進行する事になる。スタミナとギガカロリー（元気値）の概念がある。スタミナはダッシュや攻撃、ガードで減り、その行動をしていない時に回復する。ギガカロリーは移動することで減って行き、闇払い（オートマッピング）中は特に減りが早くなる。ギガカロリーが0になると衰弱状態になり、攻撃力や防御力が大幅に減り、スタミナを使う行動を取ったり闇払いをすると体力が減る。ギガカロリーはアイテムやピラーでのフィジカルリバレーションか、「捕食可能」の表示が出るまで弱らせた敵を捕食することで回復できるが、捕食を行うと「ガーベッジ」というゴミアイテムがストックストマックに溜まるため、ストックストマックに空きが無いと捕食は行えない。体力が0になるとダウンとなりリスタート地点に戻されるが、ギガカロリーが0の時のダウンはギブアップとなり獲得経験値の半分をロストした上で強制的に拠点に戻される。
体力は自動回復する。すぐに回復させたい時はアイテム使用の他に、ギガカロリーを急速に消費して急速回復を行う「セルフリカバリー」が行える。L3ボタンを長押ししている間だけ急速回復を行う。
道中にはピラー・オブ・ブール（小ピラー）が何箇所かに設置されており、それを何度か攻撃する事で咲かせることができる。ピラーからは独特な音が発生しており、それで大体の方角が分かる。咲かせたピラーでは拠点への帰還、リスタート地点の設定、ピラー間移動と「フィジカルリバレーション」が行える。これは敵を倒したり採取をすることで得たグレードポイントを消費してギガカロリーを回復したり、ボーナスポイントに変換したり、拠点に戻るまでの間だけ一時的に各種ステータスを底上げするものである。
入手したアイテムは原則として「ストックストマック」に蓄えられ、拠点に戻るまで入手した事にならない。ストックストマックの容量は「胃石」というアイテムを道中で入手する事で拡張される。ダウン時にはストックストマック内のアイテムの約10%をランダムにロストし、ギブアップにはストックストマック内のアイテム全てをロストする。ステージ脱出時には生産が行われ、敵を倒し続ける事によって得るボーナスポイントによって更にアイテムが入手できる。経験値はファセット、武器毎に存在し、ファセットの経験値は清算しないと効果が出ない。アイテムは敵を倒したり捕獲する事でのドロップ、光る地点を調べる採取、謎箱の破壊や黒の箱から入手できる。
武器の種類は5種類、攻撃属性は3種類存在し、武器は5つまで装備できる。装備の順番順に武器を使用し、何段目の攻撃かによって攻撃モーションが変わる。後ろの段の武器ほど攻撃力がかさ上げされる。武器には1から5までの「賽の魔紋」が刻まれており、これを昇順（5→1でもつながる）に並べて装備することで攻撃力が増す。また、アイテムにはレアリティの概念が存在し、高いレアリティの物には高い物ほど多くの通り名がついている。属性による攻撃耐性の概念があり、耐性が低い属性の攻撃が当たった敵には赤文字で「EFFECTIVE」、耐性が高い属性の攻撃が当たった敵には青文字で「NOT EFFECTIVE」の表示が出る。防具には防御力主体の「骸布」と、防御力はあまり無いが異常状態や属性への耐性がある「護符」が存在し、2つまでつけることができる。
ロックオン機能がある。攻撃が敵に10ヒットするごとに1つ溜まるAPポイントを1段につき1ポイント消費して強力な攻撃を出せたり、ダッシュ中の攻撃は攻撃力が上がる他に、ギガカロリーを急速消費して各種ステータスを一時的にかさ上げできる「カオスリバレーション」が存在する。ただし、これを一度発動させるとギガカロリーが0になるまで発動を止められない。敵の攻撃を当たる直前に回避すると「ミスティカル・ダッジ」となり、しばらくの間、敵の動きが遅くなる（攻撃判定は残る）。魔女兵以外の敵は別の種族同士で戦わせて同士討ちさせる事が可能。
百騎兵はファセットを変えることによって攻撃と防御の補正を変えられる他に、特殊スキルを得る事ができる。ファセットはストーリー進行やアイテムとして入手でき、最大で6つ存在する。ファセットはメインとサブ2つが装備でき、拠点でのみ組み合わせの変更ができる。メインとサブの切り替えは道中でも可能。百騎兵の能力はメインファセットの能力と
サブファセットの能力の1/3を足したものになる。サブファセットの経験値はメインに比べて33%の値が入る。
百騎兵の残り99体分の魔力を消費する事でトーチカという魔法生物を召喚できる。これには攻撃を行う様々な種類がある他に、囮役のデコイ、弱らせた敵を捕獲してアイテムを出現させる、偵察、障害物の破壊、ステータスの一時的な強化を行う物が存在する。トーチカは物語の進行やアイテムとして入手できる。トーチカの使用に必要な魔力と一度に出せる数は各種類毎に違い、魔力の総量は右下に大きな数字で、各種トーチカの状況はその左に1体ずつアイコンとして表示される。トーチカの再召喚にはトーチカ消滅後、一定時間の経過が必要。
フィールドには民家が存在し、商店では買い物や所持アイテムの売却が出来る。民家では何もしていないと殆どの場合は入っても追い出されるが、魔女制圧（ウィッチ・ドミネーション）で家人と戦って勝利すると戦利品が貰え、以降は家に入ると回復やアイテムをくれたりするようになる。但し、魔女制圧を行うとカルマ値が上昇する上に後述のビヘイビアパネルが敵対状態になるというデメリットが存在する。魔女制圧は開始すると自動的に成功判定が行われ、成功の目安はレベルで判定されるが実際はステータスで判定が行われる。
全てのNPCにはその行動傾向を示す「ビヘイビアパネル」が存在し、百騎兵の攻撃を受けるなどするとその内容が変化する。ビヘイビアパネルの内容はNPCをロックオンする事で確認できる。ビヘイビアには攻撃（赤）、友好（緑）、逃亡（青）が存在し、それらが三角形のパネルの角に達するとそれ以上動かなくなる。三角形の角にはそれぞれ激怒状態（赤、攻撃力が2倍になり、攻撃に対しても怯まなくなる）、胸酔状態（緑色『身を焦がす愛の奴隷』のダメージを受ける。死亡すると形見を残す）、絶望（青、消滅する）が存在する。村人の設定があるNPCを攻撃すると敵対状態になる他にカルマ値が上昇し、百騎兵を攻撃するようになる。カルマ値が上昇すると商店の商品の価格が上がる。
拠点であるニブルヘンネの魔女邸ではメタリカ達の会話が聞けるイベントが見られる他に、敵を倒した時に稀にドロップするアニマを支払って「魔女嘆願書」で様々なお願いをする事ができる。魔女嘆願書で出来る事は、敵のレベルの上げ下げや、隠しアイテムの入手や隠しステージの開放、カルマ値の減少や村人の復活、敵を倒すと得られるマナの換金、マナと愚者の石というアイテムを消費しての武器強化である。
とある理由で百騎兵は言葉を発せず、身振り手振りと相槌でしか意思表示ができない。会話イベントでこちらに質問された場合は「セルフアサーション」という選択肢を選ぶ事で返答をする事になる。選択肢は原則として肯定、否定、疑問、無視の4つが存在する。
今作品はマルチエンディングである。終盤のあるイベントまでに条件を満たすことや、とある会話での選択肢で3つのエンディングに分岐する。一番長いルートを進行させるには一定以上のカルマ値が必要になってくる。

## 登場人物

### メインキャラクター
百騎兵
声 - 水原薫
本作の主人公である魔神。メタリカが世界を沼で満たす野望を叶えるべく召喚した。伝承では恐ろしい風貌の最強の魔神だとされているが、実際は黒一色の体に大きくつぶらな瞳を持った、小さく愛らしい姿。しかし、メタリカにさえ歯が立たなかったピラーを咲かせたり、巨大な魔獣や高位の魔女を相手にしても圧倒するなど、伝承に見合うだけの実力はある。頭にメタリカの魔力のトーチが灯されていることでミデアでの行動ができるため、トーチが消えると元いた世界に帰れず、かといってミデアへの干渉も出来ずに永遠に世界の狭間を漂う存在になってしまう。一部の事情を知る登場人物以外からは弱い魔法生物の一種だと思われており、結果として敵の魔女を侮らせるなどにも役立っている。悪食かつ大食らいで、初めて召喚された際はメタリカの吐き捨てたガムを喜んで食べていた。
自身を召喚したメタリカに本来の名前（プレイヤーが設定する）を奪われ、強引に契約を結ばされてしまう。その後は彼女の命じるままに各地で暴れ回り、ピラーを咲かせて行く。
時には伝承にある百騎兵か疑われたりもするが、終盤、ウルカの発言から『数多世界を渡る伝説の百騎兵』本人である事が判明する。また、同時にニケから分かたれた存在であるとも明かされ、それゆえにピラーに干渉できるとされていた。序盤にメタリカに名前を奪われた事で能力の大半を奪われていたが、一旦は破棄された契約を自分自身の意思でメタリカと結び、その際に名前を返してもらう事でニケを撃破するほどの力を見せた。本来の姿は三つの眼に兜を被った巨大な怪鳥であり、背に乗せた人物ごと他の世界に渡る事ができる。
実は過去に渡った際、幼少期のメタリカとも契約を結んでおり、その際に契約の証として貰った人形が後に大きな意味を持つ事となる。
全ての戦いが終わった後はミデアに残り、メタリカの死後に残った種を育て、メタリカを復活させたと思しき描写がある。
相槌程度の声しか発せず直接会話することはできないが、セルフアサーションという選択システムを介しストーリーに介入できる。また、意思が無いように見えて喜怒哀楽はしっかりと示し、不当な扱いには怒りを見せたり、目の前の茶番に呆れたりもする。
メタリカ
声 - 伊瀬茉莉也
ニブルヘンネの沼に住む、不気味な研究をしていると言われ、『沼の魔女』と恐れられる女性。見た目は少女だが実際は113年以上生きている。『メタリカ』の名前は自称らしく、過去を知る者からは『リカ』と呼ばれる事が多い。その性格は傍若無人で、「ピー」という音で消されるような暴言を連発する。思い付きで魔法道具をポンポンと製作するなど実力は相当な物だが、その魔術はほぼ独学で習得したもののため市井や魔女が知っていて当たり前の知識や常識の一部が欠けている。沼の外の世界にあこがれていて、純情な一面も持つ。契約を重視する魔女らしくなく掟破りや相手を騙すことを平然と行うが、人情は一応は持ち合わせている。情報源はほぼ全てアルレッキーノが持って来た本であり、大魔女ウルカの絵本が愛読書。
沼の瘴気がある場所でしか生きられず、自らの予言によると森の魔女を倒した時点で余命100日であるが、寿命が有る限り殺しても死なない。百騎兵の行動はトーチを通じた千里眼で監視しており、トーチを通して百騎兵の頭に直接声を送って指令を出している。
ビスコの事は最初は罵っていたものの、共に過ごす内に奇妙な友情感情が芽生える事になる。
その正体は大魔女ウルカが毒の沼を消す為に植物から作った人造人間。沼の瘴気を彼女の魔力の源とし、彼女が魔法を使う度に沼が無くなっていく、というモノだった。ウルカの撒いた種では植物が生えず、マーリカの撒いた種から作られたため、マーリカが親という事になっており、リカという名前はウルカがマーリカから取ってつけ、メタリカという名前は彼女とマーリカがどっちが強いかという痴話喧嘩の際に仲裁としてウルカがつけた物（リカの上位（メタ）と言う意味）。ウルカの事をとても慕っていた。
終盤、ビスコの死に伴い狭間の世界を渡る事となる。紆余曲折を経てウルカと再会するも、他ならぬ彼女から自身の使命や作られた意味を聞かされ、ニケの封印を継ぐ事を拒絶する。ウルカの死によるニケの復活を阻止するため、結局は自身が封印を継ぎ、百騎兵との契約を破棄するも、自分の意志でメタリカを救いに来た百騎兵と再度契約し、ニケを完全に倒して世界を救った。だが、そうまでして助けたビスコからは生き返る事を拒絶されたため、自分自身を生贄に強引にビスコを復活させる。その後は一粒の種となり、百騎兵が育てたそれから復活したと思しき描写がある。
後に出た同じく数多世界での物語である「ルフランの地下迷宮と魔女ノ旅団」「ガレリアの地下迷宮と魔女ノ旅団」には世界樹の一族と呼ばれる鳥の姿になって数多世界を渡ることができる種族が登場するが、彼女や百騎兵との関係性は不明。

### サポートキャラクター
アルレッキーノ
声 - 遊佐浩二
メタリカに仕える魔法生物。100年以上彼女に仕えている。彼女の忠実な僕と言いながら慇懃無礼な性分をしており、賊に押し入られたりビスコが逃げたことなど大事なことを言わなかったり、なにかとマーリカの肩を持つこともあって、メタリカにどつかれまくられているせいで全身がボロボロ。小突いただけでも頭が取れる。趣味はフィールドワーク。
その実はウルカによって作られたメタリカのお守り役。彼と同じ型の魔法生物が森の番人として複数体存在する。マーリカの命令により、魔法を使わせるため彼女を悪い魔女だとメタリカに吹き込んでいた。沼を消す事が自分の使命だと考えていたが、終盤敵に囲まれたメタリカを生かし、彼女自身の望みを叶えるために犠牲になろうとするなど、その考えは変化していった。
ビスコール・ドートリッシュ
声 - 藤村歩
通称ビスコ。アマタイア王国の王女にして騎士で、異端審問官第56席。犬になる呪いを受けて半獣の姿になってしまい、周囲からは『犬姫』と陰口を叩かれることに。森の魔女が倒されたことを知らずに森の魔女に呪いを解いてもらおうとしてメタリカと出会う。なぜか沼の瘴気に当てられても平気な体質。
メタリカを異端として処罰すべく、テレッサにかどわかされてメタリカ邸を抜け出すも、ヴァレンティーヌに好事家に売り飛ばされそうになり、巻き込まれでスィガーロに食べられるという散々な目に遭う。メタリカに助け出された後、ペットという名目で強引にメタリカに飼われる事になった。碧の実の砂糖漬けが好物。魔女を家庭教師に育ったと言い、ある程度は魔女や魔法についての知識もある。
メタリカとはいがみ合う内に奇妙な友情を築いて行くも、メタリカが宮廷魔女となった日、ベルダの策略により決裂してしまう。だが、それでもメタリカを想い続けていたが、王になる事を目論むトトぺぺにより殺害されてしまう。彼女を生き返らせるため、メタリカは数多の世界を巡る事となった。
ニケを倒したメタリカと魂のまま再会するも、「死んだ者が生き返るのは道理に反する」と真面目さから拒否し、そのまま消滅するかと思われたが、メタリカのエゴにより復活させられた。エンディングでは彼女らしき後ろ姿の女性（呪いは解けないまま）が、魔女邸を訪れている場面がある。
家庭教師でもあった魔女は実の母親であり、母自身、あるいは祖先はニケを封印した魔女の1人である。
ラナ・ニア・ルッキーニィ
声 - たみやすともえ
通称ルッキーニィ。高名な占星術師の一族出身の、山羊の獣人の牧童の少年。訳あってメタリカに弟子入りを志願する。星詠みの才能はあるものの、気弱な性格から現実を変える事ができず苦悩している。魔女オタク。
性格は優しいが、とある事件で知り合ったブリダンゴのミトンが変わらない現実に諦めているのを見て激怒するなど、運命に負けてしまう事を極端に嫌う一面もある。
メタリカには絶対服従を貫き、尊敬する姿勢を見せる。だが、かつて自分の強すぎる星詠みの能力で世界の破滅を予知してしまって以来、何をやっても変わる事のない現実に嫌気が差して内面が歪んでしまった。
終盤、本性を表し父であるトトぺぺと共にアマタイア王国を襲撃。殺戮の限りを尽くし、かつての仲間であったビスコの死を目の当たりにしてすら笑みを浮かべるなど、残虐さを見せた。「どうせ何をやっても無駄」と自暴自棄な言動をしつつメタリカを追い詰めるが、敗北の後、破門を言い渡すだけのメタリカに呆れながらその場を後にする。事件の前に村の住民を全て殺害しているが、彼らが蘇ったかは不明。エンディングでは再び村に戻っている描写がある。
マーニィ
声 - 松嵜麗
鋳掛屋の妖精。見た目は緑色に光るアゲハチョウ。普段は各地の沼を渡り飛ぶ放浪妖精。可愛い見た目ながらその傍若無人ぶりはメタリカに負けず劣らずな上に、普段はどこにいるか分からないのに地獄耳で盗み聞きが趣味、ドツキ漫才のノリのハチャメチャな言動（窓ガラスをぶち破って登場し、頭にガラスが刺さっているのを無視して喋り続ける、など）、他人のプライバシーを無視した口さがない発言をする等、メタリカからは「アテにしたくない」と言われる性分をしており、度が過ぎた言動を取った場合はメタリカから握り潰されかける事も。ちなみにモットーは「当たって砕けろ、世界を滅ぼせ」。体調不良などでメタリカが百騎兵を監視できない際のナビゲート役を担当する。
正体はかつてニケと通じ合った人間の巫女、アグニの生まれ変わり。ニケを討つために人間に利用され、その後は魔女として糾弾されて殺害された過去から、世界を激しく憎悪している。ウルカの元にたどり着いたメタリカ達の前に現れてウルカを殺害し、ニケの封印を解く。圧倒的な絶望を前にしてなお自分達に挑むメタリカと最後の戦いに臨むも、完全な力を取り戻した百騎兵の前に敗北した。
巫女は古代の魔女であり、百騎兵はニケの一部でもある事から、本作タイトルの『魔女と百騎兵』は彼女を指す言葉でもあった。
ヴァンダー・カマミール
声 - 寺川愛美
通称ミールさん。メタリカ邸の裏にある、失われた珍品が集まる焼却炉『ヴァンダーカンマー』の管理人。脳天に五寸釘が刺さった西洋人形の姿をしている。二周目以降でプレイヤーにアイテムを渡してくれる。
開発当初はゲーム内のコレクションアイテムを納品することで、集めたアイテムや各種記録が閲覧できる施設の管理人という設定だったが、最終的には変な物くれる謎の人になった。
チビヘイ
百騎兵が持つ、残り99体分の力を具現化して使役する「百騎戦術トーチカ」。百騎兵よりも小さな丸い姿で、黄色い大きな単眼がある。最小単位は「1系チビヘイ」。
本作のマスコットキャラクター（？）。ロード画面やエンディング中にもその姿を見る事ができる。全てのトーチカの中で最も低コストで発動でき、最大8体まで召喚できる。召喚後は百騎兵の後を追いながら周辺の敵に打撃属性の攻撃を繰り出す。

### 夜会の大魔女
マーリカ
声 - 生天目仁美
メタリカが敵対視する『森の魔女』。ウーズの森の生物の管理をしている。メタリカに「ゲロクソ女」と罵られており、100年以上目の仇にされている。魔女会の歴史上最短でトップに上り詰めた実力を持つ。普段は仮面をつけており、醜悪な容姿をしていると言われるが、その実は美女。メタリカの母親を名乗るが、メタリカから「あ」から始まる罵倒語で罵られる程メタリカに憎まれるようなことをしたらしい。百騎兵に倒された後、メタリカにネズミの姿にされ雄ネズミに追い回される仕打ちを受けた。その後、ネザリアによって救出される。
現在は如何なる時も柔らかな物腰を崩さない淑女然とした女性だが、年若い頃は男勝りの性格をしており、沼の毒で両親が死んだ事や、魔女として迫害を受けた経験から言動も刺々しかった。やたら攻撃的なメタリカの言動は、この頃のマーリカの影響である。特に防御魔法についてはウルカも驚くほどの才能を持っており、メタリカの全力の攻撃すら軽々凌いでみせるほど。
本人も独り立ちする日まで知らなかったが、実は大魔女ウルカの弟子であり、メタリカを使い沼を消す使命をウルカより継いでいた。当初は両親を殺した沼で平然とするメタリカを忌み嫌っており、喧嘩を繰り返していたが、次第にメタリカとは惹かれ合って行き、やがて友人となった。だが、ウルカが去る際にメタリカはマーリカが生み出した娘のような存在である事、森の魔女の使命はメタリカの殺害である事を知り、心を痛めながら魔法を使わせるために敵対し続けてきた。
たとえ酷い仕打ちを受けてもメタリカへの愛情は失っておらず、ウルカに操られ敵対させられたりもしたが、最終的に和解する事ができた。
ネザリア
声 - 水橋かおり、石田大祐（ネザリアの杖）
フルネームはネザリア・ネザーランド。ヴァルブルギスの夜会の議長を務める、霧の魔女。また、魔女会の筆頭でもあり、現時点で最強の魔女と言われている。普段は無口で、喋る杖・デルヒテを使って話をしている。マーリカとは旧知の仲。プライドが高く見下されるのは嫌い。
大言に違わず高い実力を誇り、メタリカですら勝てないと思わせるほど。ネズミに変えられたマーリカを匿っていたが、実はいつでも戻れる方法があるのに悪戯心であえてその事を黙っておくなど、妙な茶目っ気を見せる時がある。
杖の先端にはデルヒテと呼ばれる人物の首が入っているともっぱらの噂。
ヴァレンティーヌ・ジェラート
声 - 中根久美子
華の大公爵と呼ばれる魔女。花を操る魔法の使い手。百数十年前に自治領であるセント・ドルチェを持つ事を認められ、その自治領はミネア一の歓楽街となっている。彼女自身も色欲の権化らしい。メタリカを彼女が気付かぬ間に花に変えてしまうなど魔法の力も強大。コリゴンを奴隷として使役している。
スィガーロの妹であり、ヴァレンティーヌとは2人を指す名前である。当初はメタリカを圧倒していたが、百騎兵の思わぬ実力に驚愕し、気をとられている間に目覚めたスィガーロに食べられてしまう。百騎兵に（結果的に）助け出されるも、メタリカにけしかけられた（メタリカに言わせれば処遇を一任した）コリゴン達によって襲われ（メタリカ曰く「因果応報」）、谷底に落ちて行った。
実はスィガーロ共々、本物のヴァレンティーヌではなく、ヴァレンティーヌが生み出した影武者である。娘のような存在でありながら、一度たりとも自分達を見ずに領地を押し付けるだけのヴァレンティーヌに反抗する意味で、セント・ドルチェを堕落と享楽の都市へと変えた。狭間の世界ではヴァレンティーヌに思いの丈を吐露するも聞き入れられず袂を分かったが、元の世界では関係に改善が見られている。
ベルダ
声 - 松嵜麗
アマタイア王国の灰汁の魔女。眼鏡をかけたおとなしそうな雰囲気の女性。ラビィ曰く泣き虫。普段はおどおどした態度だが、性根は嫉妬深く残忍で、自分の欲望のためなら他者の犠牲を厭わない。
ハインツに惚れており、彼の気を惹こうと様々な努力をするも実っていない。
ビスコを犬にした事に端を発する一連の騒動の黒幕とも言える存在で、全てはハインツの野望を叶えるための行動であった。幼き日のハインツ（あるいはジャック）と親交を深める中で、唯一自分を慕ってくれた彼への執着により優しかった性格は歪んで行く。だが、当のハインツからは一切の情を向けられておらず、最後まで利用され続けた挙げ句、外道魔女に落ち、百騎兵に討伐された。
パープルピール
声 - 松井菜桜子
南方のナハトの砂塵の魔女。恰幅がいいおばさんで、魔法よりも腕っ節の方が強い。弟子のラビィの方が魔法の才能があるため、現在は放任と言う名の諦め状態。母親代わりに彼女を育てているが、ラビィ自身はお小言や雑用に辟易している。パープルピールは代々一族に継承される名前であり、本名は不明。
狭間の世界ではラビィの反乱により殺害される。その出来事がなんらかの影響を及ぼしたのか、はたまた自身の死期を間近に悟り心境が変わったのか、元の世界ではラビィを真面目に魔女として教育しつつ、優しげな態度を見せていた。
ラビリ・ラルラ・ラー
声 - 藤田咲
パープルピールの弟子の焔の魔女。通称ラビィ。腹話術的に喋る目つきの悪いウサギの人形「ウサマール先生」を連れた少女で、かなりの毒舌。魔女となり日が浅いながらも既にパープルピールを超える実力を持つ、いわゆる天才である。本人も「自分の方が強い」と自覚しているが、育ててもらった恩もあり、また自活能力が一切ないため渋々弟子として従っている。
天才ではあるが魔女としては未熟で、治癒の魔法などは一切使えない。そのため、後日談ではパープルピールの体調が芳しくない事を気遣い、治癒の魔法を教えてくれるようせがんでいた。
リューベンス
声 - 水原薫
チンクエの南瓜の魔女。継ぎ接ぎだらけの体をしている。無口で本を手放さず、その本には常に自動筆記で何かが書き込まれ続けている。
正体はパープルピール一族の所有物である、異なる世界を観測する存在。契約により縛られている上、パープルピールの魔法で死んでも治癒されてしまうため、自由に生きる事を諦めていた。だが、メタリカに諭され、もう一度自由を手に入れる事を決意する。狭間の世界に影響されたパープルピールの心変わりで解放された後は、初めて自分の意志で見た景色の美しさに感動しながら、塵となって消えた。
リリアーヌ
声 - たみやすともえ
北と東の境目の氷原ツェーンライブの薄氷の魔女。通称はリリー、怠惰のリリーと呼ばれるもある。細身でスレンダーな女性。ヅカ系を思わせる男性口調で話す。パープルピール同様、魔法よりも腕っ節の方が強い。マーリカを性的に愛しており、彼女とまぐわうために体を男性にする方法を永きに渡って研究し続けるなど、メタリカですら呆れるほどの情熱の持ち主。そんな所業が講じて、夜会の議題としてマーリカへの接近禁止令が可決されてしまうほど。

### アマタイア王国
アマタイア国王
声 - 麻生智久
アマタイア王国の現国王。ヒルダとビスコの父親でもある。魔女の力は恐れつつも敬意は払っており、現にビスコの母である魔女・ドートリッシュとも関係を持っている。ビスコが犬化しても愛情を注いでおり、ベルダの陰謀で衆目の前でビスコが恥をかかされた際はメタリカの処刑を宣告する非情な面を見せた。
ヒルダ姫
声 - 佐々木未来
アマタイア王国の第一王女。ビスコの腹違いの姉であり、ハインツの現婚約者。
ジールデン参謀
声 - 長嶝高士
国王の腹心を務める元軍人の男。騎士団出身。
ダムー卿
声 - 八木隆典
ニケ教の教皇。聖歌隊として高い実力を見せたハインツとジャックを養子として迎えた。
ハインツ
声 - 森嶋秀太
フルネームはハインツ・フォン・フラウゼン。教皇の子息（養子）であり、美形かつ誰に対しても優しいため女性にモテる。ブリダンゴのミトンに施しを与えたため、彼女からも慕われていた。
内面は非情に腹黒く、王国地下にある封印された力を利用して成り上がろうと画策していた。だが、百騎兵達の活躍により計画はご破算となり、何処かへ行方をくらます。自身の人生に空虚さを覚えていた頃、たまたま出会ったミトンという名の少女の優しさに触れた。それ以降の消息は不明。
ジャック
声 - 森嶋秀太
ハインツの双子の弟で、事態の裏側で暗躍している。ハインツとは違いやんちゃでニヒルな性格をしており、ベルダへ軽口を叩いては蛇蝎のごとく嫌われている。だが、その性格はベルダと親交を深めていた頃のハインツそのものであり、どちらがベルダを歪ませたハインツであるのかは判然としていない。
トルーデ
声 - たみやすともえ
アマタイア王国の宮廷魔女。理知的な印象を与えるクールな老女で、常に感情を見せる事がない。ルッキーニィの侵入を見破りながらも看過するなど、その行為には謎が多い。
正体は、別の世界のメタリカ。努力の末にビスコを救えなかった事で、この世界のメタリカにも諦めるよう警告する。
トトペペ
声 - 長嶝高士
従者。アマタイア王国の下男で、修道院に入ったビスコに仕える。あまり品性が良いとは言えない男で、汚れ仕事も平然とこなす拷問のスペシャリストでもある。
実はルッキーニィの父で、彼と同じ星詠みの一族である。元はしがない田舎の村人だったが、息子が完璧な星詠みの能力を持っていると分かり、強い欲望が芽生える。ベルダの起こした事件が終結した後、村に眠っていたもう1本のピラーの守護者の力を使ってアマタイア王国へ侵攻、殺戮の限りを尽くし、王族の血を欲した末にヒルダとビスコを陵辱して殺害してしまう。
偽王トトペペを名乗り、一時はメタリカすら圧倒する力を手に入れていたが、狭間の世界を渡った後にからくりを見抜いたメタリカにピラーを破壊され、守護者の力を失い敗北。その後はルッキーニィにも見捨てられてしまった。
マーシュ、ヤック
声 - 白井悠介（マーシュ）、酒井広大（ヤック）
王国兵士。ビスコの護衛。犬と化したビスコを陰で嘲笑していた。魔獣に襲われた際、ビスコが思わず助けるのを躊躇った事で2人とも殺害されてしまう。

### その他
コリゴン
声 - 佐倉紗織
普段の見た目は可愛い小鬼。しかし、その本性はわずかな事でも根に持ち、徒党を組んで復讐に全力で力を傾ける、狡猾で残虐、陰湿で粘着質な小悪党の妖精。ヴァレンティーヌの奴隷となっている者は一見するとおとなしく従順な性分に見える。「はわわー」と「わわはー」が口癖。
ヴァレンティーヌ・スィガーロ
声 - 中根久美子
ジェラートによってチョコラータ楼閣に幽閉されていた彼女の姉。巨漢の女性で食欲の権化。魔力は妹に劣る。元々は二人で一人のヴァレンティーヌだったのだが、対応を面倒くさがったジェラートによって幽閉されていた。チョコラータのピラーの守護者である。メタリカが彼女の封印を解いたために自由に動けるようになってしまい、魔力を得るためにジェラート（と、ついでに傍にいたビスコ）を食べてしまう。
テレッサ
声 - 水橋かおり
ヤニの魔女見習い。ベルダの弟子。少なくとも魔女見習いになる程度の実力はあるようだが、メタリカには到底及ばなかった。
ティト・ニア・ルッキーニィ
声 - 篠永百合
アスタロの隱れ里に住む女の獣人。ルッキーニィの母親。過去、ルッキーニィの能力で井戸に落ちて死ぬ未来が変わった事がある。
ナハブ
声 - 佐々健太
魚人族の呪術師。ピラーの守護者であったが、メタリカにより引きずり降ろされる。エロ好きだが実力は確かで、高位の魔女も客として訪れるほど。
グルカ
翼人族の王女。人間を嫌っているが、とある事件で自分の子達を守ってくれた百騎兵達と和解するも、外道魔女キルケンビュートにより殺害される。
夜光列車
異空間へ渡る能力を持つ、魔女を運ぶ列車。幻獣のキマイラのように獅子・山羊・蛇が組み合わさっているが、それぞれに独立した頭がある。
ミトン
声 - 藤田咲
ゴミ山などに生息する雑食性の物凄く汚い虫、ブリダンゴの姫。虫姫とも呼ばれる。ブリダンゴであることに誇りを持っている。魔女会に正式な魔女として認められたメタリカの最初の客としてやってきたが、彼女の正体の事もあってメタリカは門前払いをし、代わりにルッキーニィと百騎兵が対応する事になった。依頼は凍えていた際に手袋をくれた王子様（ハインツ）を応援したい、というものだった。
その正体は無自覚な外道魔女。メタリカ邸に来た時点で手の施しようの無い末期であった。ピラーの主からハインツを人知れず護っていたのだが、限界が来てしまい完全に外道化。百騎兵によって倒され、最期の力でハインツの前に姿を現したところで事切れた。
「ミトン」という名前は本名ではなく、その昔、王子様につけてもらった名前と思っている。
サビーナ
声 - 佐々木未来
東の国の酸の魔女。外道魔女アラマシラに喰われた仲間の仇を取るため、傷も癒えぬままアマタイア王国にやってきた。アラマシラに負わされた傷により肉が腐り、激痛と共に周囲に異臭を放っている。自身を透明化して、外道魔女を狩るチャンスを窺っているらしい。
その正体は無自覚な外道魔女。仲間の魔女に虐められた事で恨みを持っており、ある時外道に落ち憎悪を具現化させた存在で仲間達を皆殺しにしてしまう。それが認められず、外道魔女に責任を転嫁していた。メタリカに見抜かれた事で狼狽するも、彼女から治癒の魔法が籠められたリボンをプレゼントされ、透明化の魔法で逃げるよう諭される。だが、後にトトペペに捕まり、殺害されてしまった。
ヴェライエ・ヘルゼーエン
声 - 沢海陽子
毒蛾の魔女。元魔女会の筆頭と王国専属魔女であり。「陽の魔女」、「千里眼」という二つ名も持っている。
ウルカ
声 - 水田わさび
伝説の大魔女。かつてニケを封印した魔女の一人で、魔女はもちろんの事、伝説を知る人間からも崇められている。彼女が残した『魔女ドクトリン』はメタリカも愛読しており、崇拝していた。
かつては森の魔女として、正体を語らずマーリカを育てていた。自身の行いで世界中に散らばった沼を消すために、魔力を特別な種子に籠めて蒔いていたが実らず、ある時ふとした気まぐれでマーリカにやらせてみたところ、成功してしまう。以降はメタリカ（リカ）を育てながら、いずれマーリカに使命を継がせるため教育していた。やがて封印の任に戻らなければならなくなり、マーリカ達の前を去ってしまう。その後はたった一人、長い間ニケを封印し続けてきた。
だが、時間の経過と共に魔力が弱まっており、封印が解けるのも時間の問題と考え、メタリカを代理に据える事を考えつく。メタリカからは拒絶されてしまい、マーリカを操ってけしかけるも失敗。その隙を突かれ、マーニィに殺害された。
ドルチェ・デッラ・ヴァレンティーヌ
声 - 中根久美子
セント・ドルチェの外れの家に封印されている、本物の華の大公爵。自領の統治を分身であるジェラートとスィガーロに任せるも、あまりにも彼女達を顧みなかった事で反抗され、封印されてしまった。だが、ヴァレンティーヌにとってはただ惰眠をむさぼるのと変わらない出来事であったらしく、あっさりと封印を破って出てきている。
先が長くない事を思わせる描写があるが、メタリカがたじろぐ程の実力は健在。
巫女アグニ
かつてニケと心を通わせ、鎮めたという伝説の巫女。彼女の助力によって、ニケを封印できたのだとされている。
ニケと通じ合い、愛し合った事は真実であるが、実は魔女達の策略でニケ殺しのために利用されており、さらに沼が広がった責任を取らされ処刑されている。その魂は沼の妖精マーニィとして生まれ変わり、世界への復讐の機会を窺っていた。

## 用語集
ニケ

外道魔女

毒の沼

ピラー
強大な魔力を溜め込んだ柱。その姿は破壊する前はメタリカから見ると卑猥な形に見え、破壊後は花が咲いたように見える。沼の魔力を溜め込んでおり、破壊するとその周囲に沼が広がる。その強大な魔力は人や魔物などを惹き付け、その近くには自然と集落が出来ることがある。
ピラーには小さな『ピラー・オブ・フール』と、大きな『ピラー・オブ・テンペランス』（大ピラー、節制の柱）が存在する。大ピラーは自らを守るために強力な力を持つ者と契約して守護者とし、その者に魔力を貸し与える。守護者がいる大ピラーは自らの姿を隠すことが出来、その姿を表させるためには守護者を倒して契約を切らなければならない。
魔法生物（マナニア）
魔女の魔法によって作られた、あたかも感情を持った生物として生きているように見える存在。しかし、その実は魂も感情もなく、魔女に命じられた通りに動いているだけの存在。そのため、ある意味では人畜無害ともいえる存在だが、主を失って野良化した魔女兵は魔女や魔法生物など強い魔力を持つ物に対しては凶暴化する。
ヴァルブルギスの夜会

魔女達の夜会

魔女会

魔女達の同盟

アマタイア王国

魔女裁判

異端審問官

## プロモーション
初回限定版には設定資料集、オリジナルサウンドトラック、登場キャラクター・メタリカのねんどろいどぷちが付属する。

## 関連商品

### 漫画
秋田書店刊行の月刊漫画雑誌『チャンピオンRED』にて、2012年9月号から2013年4月号まで、漫画版が連載。作画担当はザンクロー。

#### 単行本
- ザンクロー 『魔女と百騎兵』 - 秋田書店〈チャンピオンREDコミックス〉、全1巻
  - 2013年7月25日発売 ISBN 978-4-253-23319-4

### 攻略本
- 『魔女と百騎兵 ザ・コンプリートガイド』 - 電撃プレイステーション編集部
  - 2013年8月2日発売 ISBN 978-4-04-891850-3

### アートブック
- 原田たけひと 『魔女と百騎兵 公式アートブック』 - 一二三書房
  - 2014年2月21日発売 ISBN 978-4-89199-229-3

### フィギュア
- 『【プレシャスコレクション】魔女と百騎兵 メタリカ&百騎兵』 - 株式会社アートスピリッツ
  - 2014年1月発売 販売元は株式会社マイルストン
- 『スケールフィギュア 魔女と百騎兵 沼の魔女 メタリカ』 - ファット・カンパニー
  - 2014年4月発売 販売元はグッドスマイルカンパニー